# Melanchthonkirche (Bochum)

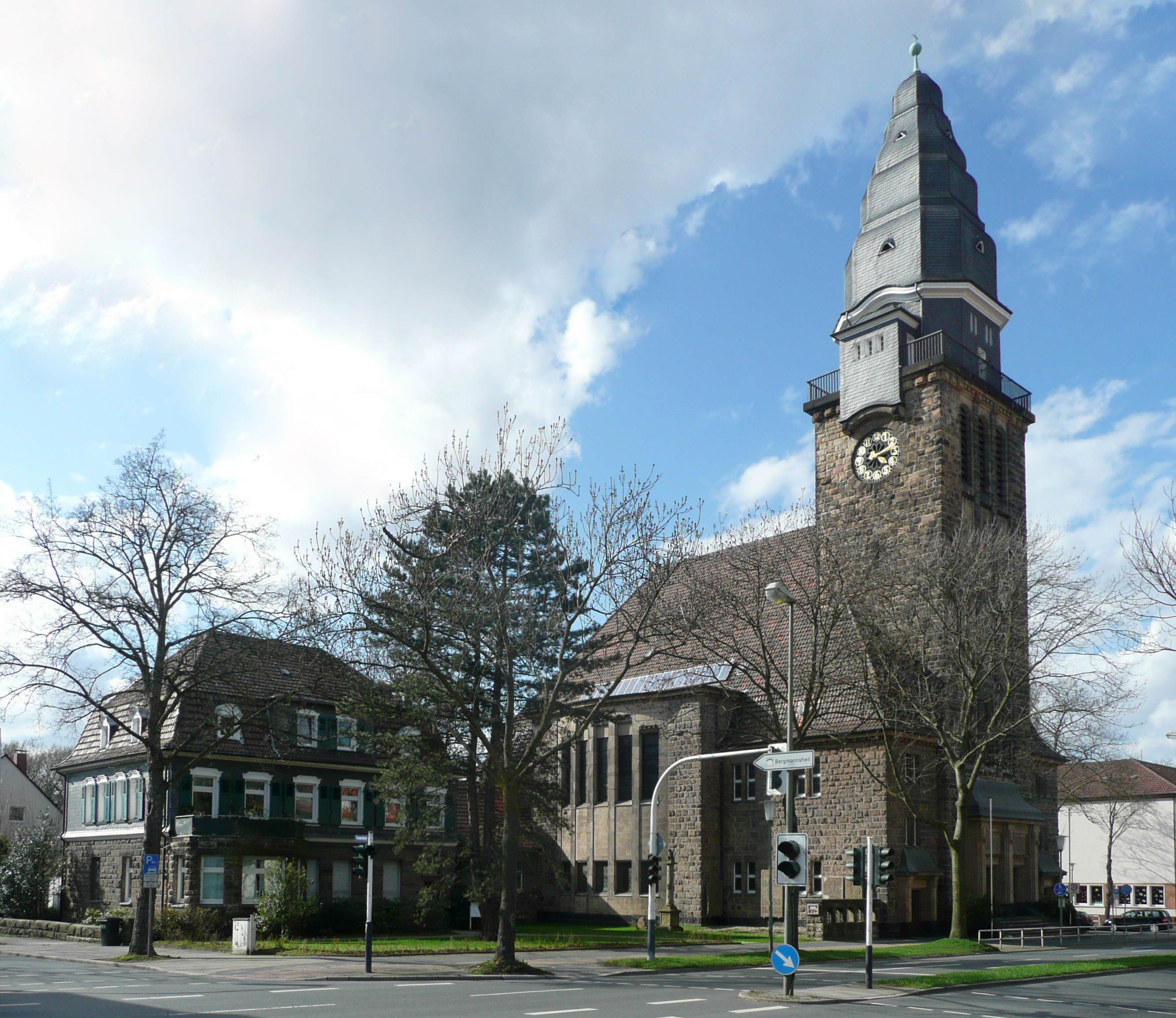
Bochum, Melanchthonkirche (2010)

Die Melanchthonkirche ist ein Sakralbau an der Königsallee im Stadtteil Ehrenfeld von Bochum. Sie wurde in den Jahren 1911 bis 1913 errichtet. Die Architekten waren Carl Krieger, Düsseldorf, und Jakob Hudlet, Essen. Vorbild war die Christuskirche in Velbert.
Nach der starken Beschädigung im Zweiten Weltkrieg schon im Mai 1943 wurde sie in den Jahren 1948 bis 1950 wieder aufgebaut. Sie steht seit 1989 unter Denkmalschutz.
Bei dem Wiederaufbau nach dem Zweiten Weltkrieg erhielt die Kirche 1953 ein 4-stimmiges Stahlgeläut (b0, c1, es1, f1) vom Bochumer Verein.
Auf dem Grundstück lag der ehemalige Privatfriedhof der Familie von Schell im alten Rechener Wald, an die Familie erinnern noch einige erhaltene Grabplatten.
Die Evangelische Kirchengemeinde Bochum-Wiemelhausen zählt zum Kirchenkreis Bochum, Evangelische Kirche von Westfalen.	